# Référendum québécois de 1995
Le référendum québécois de 1995, tenu le 30 octobre 1995, est le deuxième référendum portant sur le projet de souveraineté du Québec. Il a été organisé par le gouvernement du Parti québécois de Jacques Parizeau, élu en 1994.
En vertu de ce référendum, le gouvernement du Québec propose de faire la souveraineté du Québec et d'offrir formellement un nouveau partenariat économique et politique au Canada.
Avec 50,58 % des votes en faveur du « Non », la proposition est finalement rejetée. Point culminant de plus de quinze ans de débats constitutionnels entre le Québec et le Canada, ce référendum constitue un événement majeur de l'histoire contemporaine du Québec.

## Contexte

### Référendum de 1980 et rapatriement de la Constitution
En 1980, le Parti québécois dirigé par René Lévesque tient un référendum sur l’avenir politique du Québec. Ce référendum vise à obtenir un mandat de négocier l’indépendance politique du Québec accompagnée d’un nouveau partenariat économique avec le Canada. Au terme du référendum, cette formule de « souveraineté-association » est toutefois rejetée par 59,6 % des voix.
À l’automne 1980, le premier ministre du Canada Pierre Elliott Trudeau annonce son intention de rapatrier la Constitution canadienne. La Cour suprême du Canada refuse de laisser le gouvernement du Canada rapatrier seul la Constitution. Cependant, elle accepte que le rapatriement s'effectue avec l’appui des provinces. Elle n'exige pas l'unanimité, mais un « nombre substantiel » de provinces donnant leur accord. En novembre 1981, le gouvernement du Canada obtient l'accord de neuf provinces sur dix. Le Québec refuse ce rapatriement, jugeant que la nouvelle constitution affaiblit ses pouvoirs par rapport à la constitution de 1867. Malgré ce refus, la Constitution est rapatriée puis signée en avril 1982.

### Accord du lac Meech
En septembre 1984, le Parti conservateur de Brian Mulroney remporte les élections fédérales en promettant de permettre au Québec d’adhérer à la nouvelle Constitution canadienne « avec honneur et enthousiasme ». Mulroney propose une offre compatible avec les demandes du Québec, inscrite dans un accord : l’Accord du lac Meech. Cet accord propose de répondre à cinq conditions minimales posées par le Québec, notamment la reconnaissance de son statut comme « société distincte » et l'élargissement de plusieurs de ses pouvoirs. Cependant, le gouvernement Mulroney ne réussit pas à obtenir l'appui de toutes les provinces canadiennes. Les gouvernements du Manitoba, de Terre-Neuve et du Nouveau-Brunswick refusent d'appuyer l'accord. L’Accord du lac Meech est finalement rejeté le 23 juin 1990.

### Accord de Charlottetown
Le refus de l’Accord du lac Meech provoque une remontée de l’option indépendantiste au Québec. Ceci favorise le Parti québécois de Jacques Parizeau et mène à la création d'un nouveau parti fédéral : le Bloc québécois, dirigé par l'ancien ministre conservateur Lucien Bouchard.
À la suite de cet échec à réformer la Constitution, Brian Mulroney et Robert Bourassa proposent de tenir un nouveau référendum. Celui-ci vise à accommoder les demandes constitutionnelles du Québec, mais aussi de toutes les autres provinces canadiennes. L’ensemble des demandes est inclus dans un nouvel accord : l’Accord de Charlottetown. Au terme de ce nouveau référendum tenu en juillet 1992, l’Accord de Charlottetown est finalement rejeté par plus de 54,3 % des voix (et par 56,7 % des Québécois).

### Élections fédérales de 1993
Aux élections fédérales de 1993, le Parti libéral dirigé par Jean Chrétien est porté au pouvoir. Face à lui, le Bloc québécois de Lucien Bouchard forme l’opposition officielle à la Chambre des communes. Le Bloc québécois et le Parti québécois s’organisent pour la tenue d’un nouveau référendum proposant l’indépendance du Québec.

### Élections québécoises de 1994
Le 12 septembre 1994, le Parti québécois est porté au pouvoir. Le soir de la victoire, Jacques Parizeau annonce qu’il promet de tenir un référendum dans l’année qui suit, proposant aux Québécois de faire du Québec un pays souverain.

## Précampagne
Avant la campagne électorale de 1994, deux idées guident le Parti québécois. La première est d’écrire un projet de loi codifiant la transition vers la souveraineté. L’objectif est de « faire en sorte que dans tous les foyers, les citoyens québécois sachent comment allaient se passer les choses après la victoire d’un OUI, notamment en ce qui concernait la continuité des lois et des services fédéraux » tels que les pensions de vieillesse et l’assurance-chômage. La deuxième idée du Parti québécois est d’élargir la coalition souverainiste. L’objectif est de rallier des forces modérées au cours de la période référendaire par de grands forums sociaux similaires aux forums sur l’emploi tenus entre 1990 et 1994, animés par le président du Mouvement Desjardins Claude Béland. Si la victoire de Parizeau lui permet de suivre sa première idée, la courte portée de sa victoire en nombre de votes le fait abandonner sa seconde idée.
Une fois au pouvoir, au lieu de suivre la stratégie employée par René Lévesque en 1980 et d'attendre la fin de son mandat pour tenir la consultation, Jacques Parizeau cherche à tenir un référendum rapidement, dans les « huit à dix mois » suivant son élection. Dans un premier temps, Jacques Parizeau prévoit de créer deux équipes ministérielles : l’une pour gérer les affaires courantes et l’autre pour faire un pays. Finalement, après des discussions avec ses conseillers, Parizeau se ravise et décide de créer un seul conseil des ministres, puis il confie la supervision des études sur la souveraineté à Richard Le Hir, député d'Iberville et ancien président de l'Association des manufacturiers du Québec. Ces études auront pour but d'expliquer à la population le projet souverainiste. Tout en préparant ce référendum, le gouvernement Parizeau adopte un certain nombre de mesures sociales. Il crée le Secrétariat à l’action communautaire, présente un projet de loi sur la perception automatique des pensions alimentaires et un autre sur l’équité salariale, abolit la taxe à l’échec scolaire au cégep et maintient le gel des frais de scolarité à l’université.

### Avant-projet de loi sur la souveraineté
Le 6 décembre 1994, Jacques Parizeau présente l'avant-projet de loi sur la souveraineté du Québec. Déposé à l'Assemblée nationale du Québec, cet avant-projet expose le projet visant à faire du Québec un État indépendant, de même que la démarche pour y parvenir. Cet avant-projet de loi laisse également à la population le soin de rédiger (par le biais d'une vaste consultation populaire) une déclaration de souveraineté du Québec énonçant les valeurs fondamentales et les objectifs principaux à inclure dans une future Constitution, advenant la victoire d'un OUI. Ce nouveau mécanisme de décision marque une différence avec la démarche de 1980, où la question référendaire avait été décidée directement par le conseil des ministres de René Lévesque.
Enfin, l'avant-projet de loi contient également une première forme de la question qui serait posée lors du référendum :

« Êtes-vous en faveur de la loi adoptée par l’Assemblée nationale déclarant la souveraineté du Québec? OUI ou NON. »

Des copies de l'avant-projet de loi sont ensuite imprimées puis diffusées dans tous les foyers du Québec afin d'expliquer le projet à la population.

### Réactions à l'avant-projet de loi, débats sur la date du référendum
Les réactions à l'avant-projet de loi sur la souveraineté sont variées. Dans l'ensemble, les grandes centrales syndicales appuient l'avant-projet de loi. La question est toutefois débattue. D'abord, au sein des péquistes, le Comité national des jeunes du Parti québécois propose de modifier la question afin d'inclure deux volets, offrant plutôt un choix entre la souveraineté ou l'adhésion au Canada. Chez les bloquistes, Lucien Bouchard souhaite aussi que la question soit modifiée, mais pour y inclure une offre de partenariat économique avec le reste du Canada. Cette position est aussi partagée par Mario Dumont, qui souhaite faire de l'offre de partenariat économique et politique l'objet central de la question.
L'avant-projet de loi est accueilli de manière négative par les fédéralistes. Le Parti libéral du Québec, dirigé par Daniel Johnson, refuse de participer à la consultation, jugeant que le fait de proposer à la population de rédiger une loi proclamant la souveraineté du Québec biaise le processus. Des critiques similaires sont émises par la Chambre de commerce du Québec et par le Conseil du patronat.

### Commissions sur l’avenir du Québec
En février 1995, dix-huit (18) commissions régionales sur l’avenir du Québec sont créées dans toutes les régions du Québec, afin de recueillir les avis de la population sur leur avenir politique. Siégeant à partir de février 1995, ces commissions régionales adressent également des invitations à l’Action démocratique de Mario Dumont, ainsi qu'au Parti libéral du Québec, au Parti libéral du Canada et au Parti progressiste-conservateur. Celle de la région de Montréal est dirigée par l'ancien ministre conservateur Marcel Masse, et celle de Québec est dirigée par Jean-Paul L'Allier. Au total, ces commissions attirent plus de 50 000 participants et récoltent plus de 5 500 mémoires de groupes et de citoyens de divers milieux.

### Réactions à l'étranger
Les camps souverainiste et fédéraliste revendiquent tous deux leur cause auprès des pays de l’Occident. En vue de faire du Québec une nation indépendante, le camp souverainiste cherche à rallier la communauté occidentale à sa démarche souverainiste pour la légitimer. Dans le même sens, le camp fédéraliste vise à délégitimer le nationalisme québécois au sein de la communauté internationale de manière qu’un potentiel Québec souverain ne soit pas reconnu auprès des acteurs mondiaux.

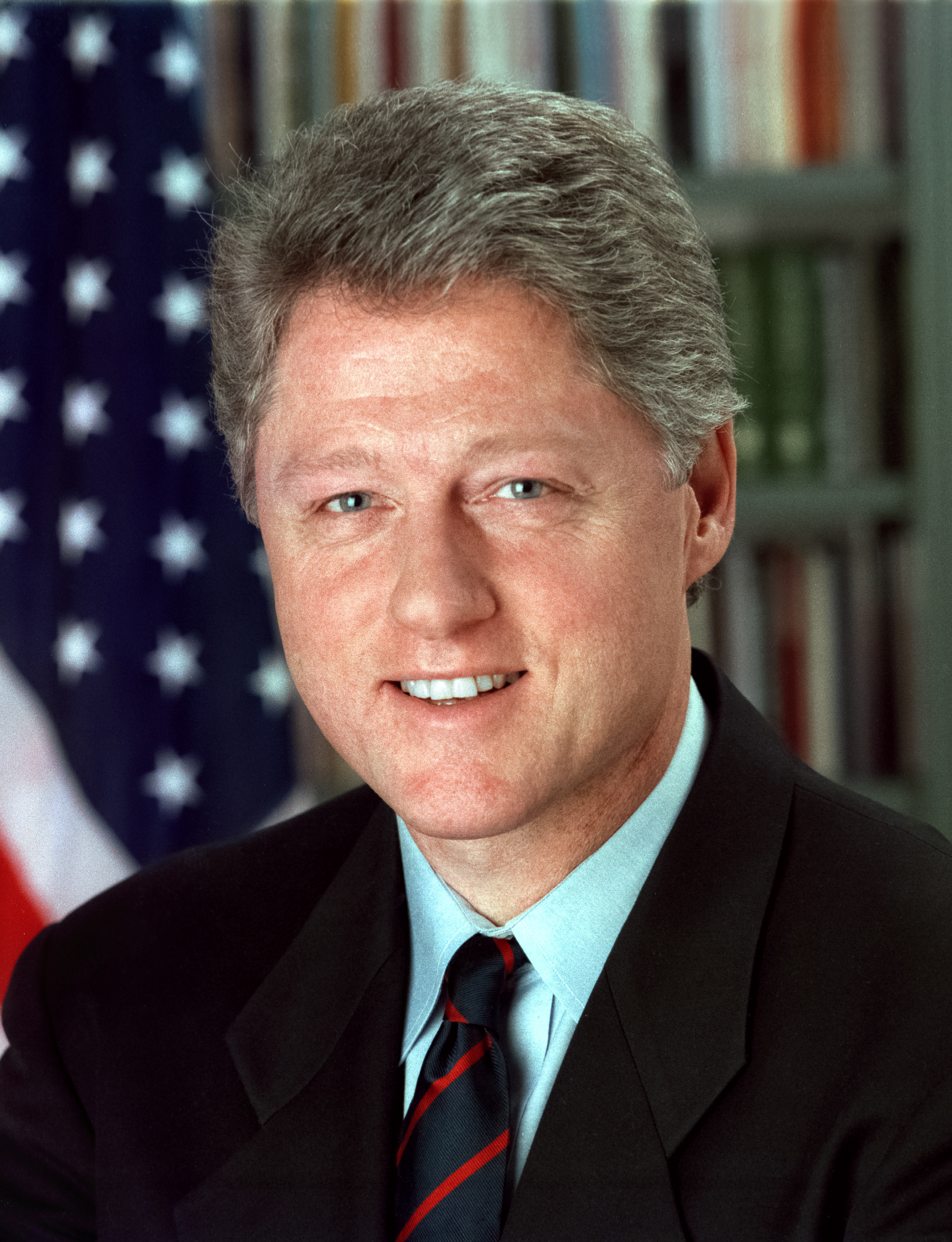
Bill Clinton a affirmé sa préférence pour un Québec à l'intérieur du Canada.

Le gouvernement Parizeau concentre ses efforts sur deux pays : la France et les États-Unis. Du côté des Américains, les réactions sont plutôt négatives. L’ambassadeur américain, James Blanchard, se montre hostile au projet souverainiste. Jetant un regard sceptique sur la société québécoise, l'ambassadeur cherche plutôt à faire valoir les avantages d'un Canada uni auprès de la Maison blanche. Il évoque notamment devant les journalistes le processus complexe et long à régler, sans « aucune assurance » de la part du gouvernement américain, d'une « adhésion éventuelle d'un Québec souverain à l'ALÉNA, à l'OTAN ou quelque autre traité ».
Le 23 février 1995, Bill Clinton effectue une visite officielle à Ottawa. Invité à prononcer une allocution devant la Chambre des communes, le président américain présente le Canada comme un modèle d'unité pour le monde entier : « Les États-Unis, comme l'ont répété beaucoup de mes prédécesseurs, ont toujours eu d'excellentes relations avec un Canada fort et uni mais nous reconnaissons que c'est à vous de choisir votre avenir politique ». Ce clin d'œil à l'unité canadienne est mal reçu par les souverainistes. Bien que Lucien Bouchard s'entretienne avec lui en privé durant cette visite, le président Clinton ne revient pas sur ses paroles, mais salue néanmoins l'éloquence de son interlocuteur pour défendre la thèse souverainiste.

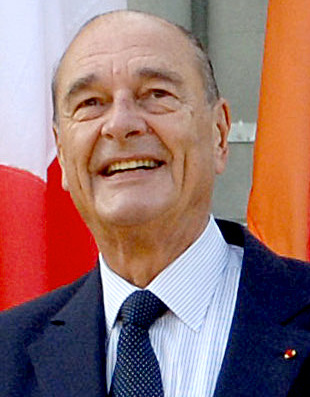
Jacques Chirac n'a pas hésité à afficher ses sympathies pour le projet souverainiste de Jacques Parizeau.

Du côté de la France, les réactions sont plus positives. À la fin de janvier 1995, malgré l'opposition de l'ambassadeur du Canada en France Benoît Bouchard, Jacques Parizeau est reçu par le président de l'Assemblée nationale Philippe Séguin. Dans le cadre d'une tournée officielle, Parizeau est aussi reçu par le ministre des Affaires étrangères Alain Juppé, le premier ministre Édouard Balladur, et enfin par le président François Mitterrand. L'ancien président Valéry Giscard-d'Estaing, ainsi que Jacques Chirac, futur candidat à l'élection présidentielle du printemps 1995, se montrent également sympathiques au projet indépendantiste québécois.
L'appui de Chirac donne beaucoup de poids à la crédibilité du projet souverainiste. Dans une éventuelle victoire du OUI, la reconnaissance du Québec comme pays indépendant par la France aurait un effet d'entraînement sur la plupart des pays de la Francophonie. Chirac déclare que « les nations francophones […] et en particulier la France devraient être immédiatement aux côtés des Québécois et reconnaître cette nouvelle situation ». Cette déclaration est d’autant plus audacieuse puisqu’elle implique que la France accepte de déplaire fortement au Canada, un pays membre du G7 et de l’OTAN.
En réaction, le premier ministre Jean Chrétien relativise la portée de cette déclaration. Faisant un rapprochement entre le plafonnement des appuis à la souveraineté au Québec et le plafonnement des appuis à la candidature de Jacques Chirac en France, Chrétien affirme que le Québec a autant de chances de devenir souverain que Jacques Chirac devienne président de la France. Cette déclaration finit par se retourner contre Chrétien. Quelques mois plus tard, Jacques Chirac remporte en effet l'élection présidentielle de mai 1995.

### Report du référendum
Dans son intention originale, Jacques Parizeau cherche à tenir le référendum au printemps de 1995. Toutefois, le 16 février 1995, un sondage CROP et Environnics indique que seulement 40 % des Québécois répondraient OUI à la question proposée par Parizeau dans l’avant-projet de loi sur la souveraineté. Face à ces résultats, certains membres du gouvernement péquiste émettent des réserves sur la tenue hâtive d'un référendum.

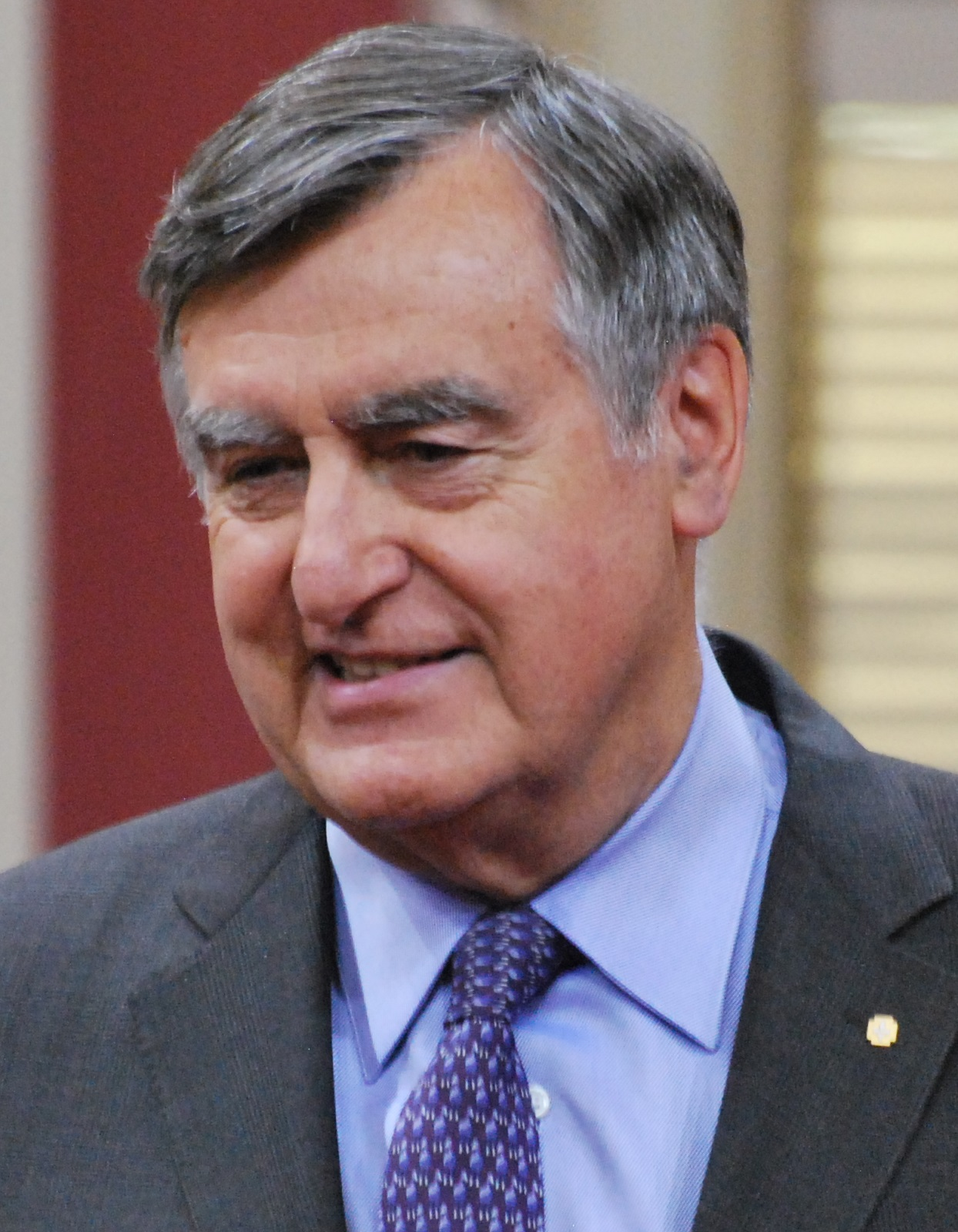
Lucien Bouchard tenait à ce que la question référendaire inclue une offre de partenariat économique avec le reste du Canada.

En mars 1995, Lucien Bouchard et Jacques Parizeau se rencontrent pour retravailler la question référendaire. À travers leurs discussions, un aspect en particulier les divise : l'inclusion dans la question d'une offre de partenariat économique avec le Canada. Pour Lucien Bouchard, l'inclusion de cette offre de partenariat économique et politique avec le reste du Canada dans la question est absolument essentielle. S'appuyant sur divers sondages, Bouchard affirme que cette offre reflète les aspirations profondes des Québécois. Il propose également de tenir un premier référendum pour obtenir un mandat de négocier avec le Canada, puis de tenir un second référendum pour entériner le résultat des négociations, menant à une proclamation de souveraineté.
Pour Jacques Parizeau, l'inclusion d'une offre de partenariat dans la question référendaire est une erreur. Demander aux Québécois de faire une telle offre au reste du Canada mènerait à répéter la stratégie perdante de 1980, qui avait rendu l'accession à l'indépendance conditionnelle à l'obtention d'un mandat de négocier avec Ottawa. Pour le chef du Parti québécois, au lendemain de la souveraineté, le niveau d'association du Québec avec le reste du Canada doit être minimal, car le contexte ne se prêtera pas à une négociation immédiate. Si Bouchard finit par retirer son exigence d'un deuxième référendum (par manque d'appuis), il insiste cependant pour que la question contienne une offre de partenariat avec le reste du Canada. Cette impasse persistera pendant des mois.
Le 27 mars, le vice-premier ministre du Québec Bernard Landry émet des réserves à son tour sur la tenue d'un référendum au printemps 1995. Puisant dans l'histoire européenne du 19e siècle, le no 2 du gouvernement Parizeau affirme devant des journalistes qu'il ne veut pas se retrouver comme « le commandant en second de la brigade légère qui fut exterminée en 20 minutes, en Crimée, à cause de l'irresponsabilité des commandants » (faisant référence au désastre de la charge de la brigade légère commandée par Lord Cardigan lors de la guerre de Crimée). Cette déclaration reflétait l'enthousiasme moins élevé que prévu pour le projet souverainiste, dans certains segments de la population. En effet, le 1er avril, un sondage indique que les appuis au OUI ne sont qu'à 41 %, malgré les études publiées par Richard Le Hir et le travail des Commissions régionales sur l'avenir du Québec. Finalement, le 5 avril, dans un discours prononcé à Lévis, Jacques Parizeau accepte de repousser le référendum à l’automne.

### Élargissement de la coalition souverainiste
Malgré le report du référendum, la question proposée par le gouvernement Parizeau continue à diviser les souverainistes. Devant la stagnation des appuis au OUI, Lucien Bouchard croit qu'un virage est devenu nécessaire dans la stratégie référendaire. Déclarant qu'il ne « signe pas de chèque en blanc », le chef du Bloc québécois laisse même planer le doute sur son appui à la campagne de Jacques Parizeau. Plus que tout, Lucien Bouchard redoute d'« assister ou [de] participer à une campagne référendaire qui [le] conduirait de façon assurée à l’échec », comme en 1980.

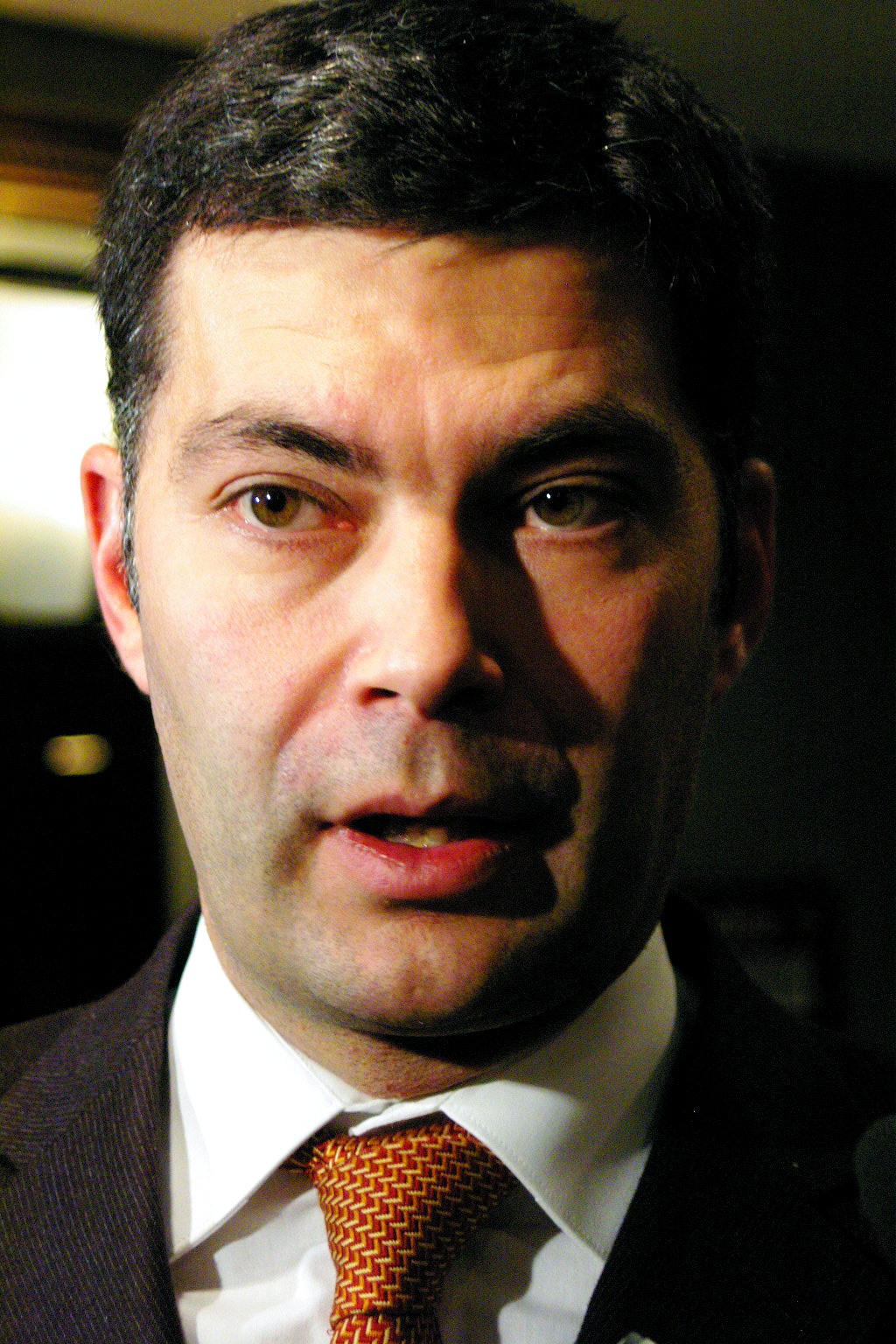
Le jeune chef de l'ADQ, Mario Dumont, a accepté de se joindre au camp du OUI en 1995.

À la suite de cette déclaration, Jacques Parizeau commence à envisager différentes formes d’association pouvant être offertes aux Québécois. L'offre d'une forme d'association rejoint alors une majorité d'électeurs. En effet, à la suite d'un nouveau sondage mené par le Parti québécois au début de mai 1995, 53,8 % des gens disent qu'ils répondraient OUI à une question offrant une nouvelle forme d’association économique avec le Canada. Bien que Jacques Parizeau continue de maintenir le principe qu'un OUI au référendum rendrait la souveraineté inconditionnelle, des pourparlers se tiennent durant tout le mois de mai entre le Parti québécois, le Bloc québécois et l'Action démocratique du Québec.
Au mois de juin, une entente est finalement conclue entre les trois partis. Cette entente propose un projet commun. Dans un premier temps, cette entente donne à l'Assemblée nationale « d'une part, la capacité de proclamer la souveraineté du Québec » après une victoire du OUI » et la charge « d'autre part, d'offrir au Canada une proposition de traité sur un nouveau Partenariat économique et politique qui vise notamment à consolider l'espace économique actuel [de 1995] ». Ce Partenariat, nouveau palier de gouvernement, aurait la capacité d'agir en matière d'union douanière, de libre circulation des marchandises, des personnes, des services, des capitaux, de mobilité de la main-d'œuvre, de politique monétaire, de citoyenneté et de « tout autre domaine d'intérêt commun », comme le commerce intérieur, le commerce international (ALÉNA), la représentation internationale, le transport, la défense (OTAN, NORAD), les institutions financières, les politiques fiscales et budgétaires, et la protection de l'environnement. L'entente propose également de créer un Conseil du Partenariat, « formé à parts égales de ministres des deux États » (chacun avec un droit de veto), ainsi qu'une Assemblée parlementaire formée à 25 % par des députés québécois et à 75 % par des députés canadiens, et un tribunal pour régler les différends. L'entente est signée par les trois chefs le 12 juin 1995.
En vertu de ce texte, les trois partis trouvent ainsi un moyen de répondre à leurs objectifs et, par la même occasion, de former une coalition pour élargir les appuis au OUI. La formation de cette coalition est l'une des différences majeures entre la campagne de 1995 et celle de 1980. En effet, lors du premier référendum, aucune formation politique n'existait à Ottawa pour défendre le projet souverainiste.
La réaction chez les fédéralistes est immédiate. Le chef libéral Daniel Johnson qualifie l’entente du 12 juin d'« offre bidon » n'ayant « aucune chance d'être acceptée » par le Canada. Il accuse également Jacques Parizeau de chercher à « mettre la confusion » dans l'esprit des Québécois en leur laissant croire que « voter OUI, c'est voter pour autre chose que la séparation politique du reste du Canada ». Cependant, plutôt que de présenter un projet détaillant leur vision d'un fédéralisme renouvelé advenant une victoire du NON, comme l'avait fait Claude Ryan dans son « livre beige », les fédéralistes de 1995 se concentrent surtout sur les conséquences négatives d'un OUI gagnant.
Lors de ce même mois de juin 1995, Jacques Parizeau assiste, à Ottawa, à une réception privée réunissant des ambassadeurs canadiens en poste en Europe. On lui demande ce qui se passerait si les Québécois votaient majoritairement en faveur de sa question référendaire, puis changeaient d'idée avant la proclamation d'indépendance ou avant sa reconnaissance par la communauté internationale. Jacques Parizeau répond que les Québécois ayant voté Oui, ils ne pourraient pas faire marche arrière, comme il est impossible pour un homard de s'extirper d'un casier de pêche. « Aux yeux de Parizeau, le scénario le plus souhaitable était celui d'un divorce rapide, comme celui vécu par la Tchécoslovaquie en 1992 ». « La stratégie de Parizeau pour le soir du référendum consistait à tout faire pour donner au résultat [favorable au OUI] un caractère irréversible ».

### Vers le référendum
Fort de leur entente, le 27 juin, les trois chefs du « champ du changement » commencent à discuter du déroulement de la campagne référendaire. La précampagne du OUI est officiellement lancée à Alma le 15 août, en présence de Jacques Parizeau, Lucien Bouchard et Mario Dumont. Le 6 septembre, le préambule du projet de loi sur la souveraineté est présenté lors d'un spectacle au Grand théâtre de Québec. Parmi les rédacteurs du préambule, on compte le chanteur Gilles Vigneault, l'écrivaine Marie Laberge, le professeur Henri Brun, le sociologue Fernand Dumont et la constitutionnaliste Andrée Lajoie.
À la veille du déclenchement de la campagne référendaire, le gouvernement Parizeau cherche à se mettre à l'abri de bouleversements pouvant ébranler les marchés financiers, advenant la victoire du OUI. À cette fin, le ministre Jean Campeau met en branle un plan d’action de financement mettant à contribution Hydro-Québec et la Caisse de dépôt et placement. Ce plan permet de dégager dans un premier temps plus de 17 milliards $ de liquidités. À ce montant s'ajoutent ensuite 2,5 milliards $ de la Banque Laurentienne, 12,5 milliards $ de la Banque Nationale et 5 milliards $ du Mouvement Desjardins.

### La question
La question référendaire est officiellement présentée le 8 septembre 1995. Cette question, incluse dans le projet de loi 1, se pose ainsi :

« Acceptez-vous que le Québec devienne souverain, après avoir offert formellement au Canada un nouveau partenariat économique et politique, dans le cadre du projet de loi sur l'avenir du Québec et de l'entente signée le 12 juin 1995 ? »

Sensiblement différente de la question proposée dans l'avant-projet de loi de décembre 1994, la question tient compte de l'entente tripartite. Le projet de loi stipule que l'Assemblée nationale est autorisée à proclamer la souveraineté, mais que cette proclamation doit être précédée d'une offre formelle de partenariat. Le gouvernement est tenu de faire cette offre et de la faire ratifier par le parlement québécois. La proclamation de souveraineté peut ensuite se faire dès que le traité de partenariat sera approuvé, ou que le comité responsable des négociations constate un échec de celles-ci, au plus tard le 30 octobre 1996. Enfin, la date proposée pour le référendum est le 30 octobre 1995.

## Forces en présence

### Le camp duOUI
La campagne du OUI est lancée le 24 septembre 1995 à Montréal, une semaine avant le début officiel de la campagne référendaire.
Les principaux porte-paroles sont Jacques Parizeau, premier ministre du Québec et chef du Comité pour le OUI, Lucien Bouchard, chef du Bloc québécois et chef de l'Opposition à la Chambre des communes à Ottawa, et Mario Dumont, chef du parti de l'Action démocratique du Québec.
La ligne directrice de la campagne référendaire du camp du OUI est de se présenter comme le « camp du changement social ». Le camp souverainiste se présente comme le camp donnant une voix au peuple, cherchant à lutter contre une droite centralisée. Les principaux arguments de la plateforme du camp du OUI sont : donner au Québec un cadre politique normal d’un peuple distinct; récupérer tous les pouvoirs permettant au Québec de voter toutes ses lois, de gérer tous ses impôts et de signer tous ses traités; offrir un cadre garantissant l’épanouissement de la culture et de la langue française; avoir tous les instruments de développement économique permettant la création d’emplois selon ses propres priorités; protéger les acquis sociaux, notamment dans les services aux plus démunis et aux ainés; mettre fin aux iniquités sociales; appuyer les PME; décentraliser les pouvoirs de l’État vers les régions; ouvrir le marché québécois au reste du monde.

#### Société civile
Plusieurs acteurs de la société civile participent à cette campagne référendaire. C’est notamment le cas du Mouvement national des Québécoises et Québécois (MNQ), qui met sur pied des tables de concertation régionales dès l’automne 1994. Celles-ci facilitent la mobilisation rapide de nombreuses organisations désireuses de s’impliquer dans le camp souverainiste.
Parmi les organisations civiles du côté des forces souverainistes, une quinzaine se joignent aux Partenaires pour la souveraineté, une vaste coalition composée des grandes centrales syndicales, des principales associations étudiantes et d’une dizaine d’organismes communautaires et culturels, représentant plus d’un million de Québécois et de Québécoises. Cette coalition fait la promotion de la souveraineté à l’extérieur des stricts cadres de la politique partisane. Sa création est officiellement annoncée à l’occasion d’une conférence de presse le 21 janvier 1995. Participent à cette conférence de presse la présidente de la Centrale de l’enseignement du Québec (CEQ) Lorraine Pagé, le président de la Confédération des Syndicats nationaux (CSN) Gérald Larose, le président de la Fédération des travailleurs du Québec (FTQ) Clément Godbout et la présidente du MNQ Louise Laurin.
De façon à harmoniser efficacement les activités des organismes représentés, les Partenaires pour la souveraineté se dotent d’un comité de coordination et d’une équipe permanente de quatre personnes issues de leurs rangs ou embauchées sur une base contractuelle. Cette équipe permanente inclut notamment la porte-parole, Nicole Boudreau, ex-présidente de la Société Saint-Jean-Baptiste de Montréal (SSJBM). Les Partenaires se dotent d’un bureau de coordination situé sur le boulevard René-Lévesque, à Montréal, et d’un bulletin de liaison hebdomadaire : Le Référendum Express. La coalition réunit également un comité d'experts chargé d'élaborer une plate-forme commune dans les domaines de l'économie, de l'éducation, des politiques sociales, des relations internationales, de la citoyenneté, de la culture et des droits et libertés. Les travaux de ce comité sont rassemblés de façon concise dans une série de dépliants sous le titre Une société de projets et publiés à l'intention des militants et des militantes,.
En mars 1995, les Partenaires pour la souveraineté précisent leurs idées dans un mémoire présenté à la Commission nationale sur l’avenir du Québec. Rédigé par l'écrivaine Hélène Pedneault et intitulé Vivre à haute voix au lieu de murmurer notre existence, ce document établit clairement les valeurs féministes et progressistes de la coalition souverainiste. Il insiste pour présenter l’indépendance non pas comme « la fin [des] maux » des Québécois, mais bien comme « l’incarnation de [leurs] rêves ».
Le mois suivant la présentation de leur mémoire, les Partenaires pour la souveraineté rencontrent le premier ministre Jacques Parizeau ainsi que le chef bloquiste Lucien Bouchard. Au terme de leur première rencontre, la porte-parole des Partenaires, Nicole Boudreau, affirme devant les médias qu’il y a désormais « une instance tripartite, composée du Bloc québécois, du Parti québécois et des Partenaires pour la souveraineté, qui s’assoiront à la table et qui discuteront ensemble de la meilleure stratégie possible pour gagner le référendum ». Dans cet esprit, lors de la deuxième rencontre, Lucien Bouchard confirme l'importance du rôle des Partenaires dans la démarche référendaire : « L’heure est à l’action. On est tous sur la même longueur d’onde. Tout va se faire en concertation avec les partenaires ».
Ayant ainsi établi des liens avec les chefs politiques, les Partenaires pour la souveraineté organisent une série d’événements pour mobiliser divers groupes de la société québécoise au cours du printemps et de l’été 1995. Le premier événement se tient le 17 mai 1995 et cible les médias. Les événements suivants ciblent les jeunes, les Franco-Canadiens et les Acadiens, et les femmes.
Les femmes, qui forment plus de 50 % de l’électorat québécois, font l’objet d’un effort de sensibilisation particulièrement important. En effet, quelques semaines seulement avant le jour du référendum, les sondages montrent que les femmes sont toujours moins disposées que les hommes à voter pour l’indépendance du Québec. Les Partenaires attribuent cet état de fait à la grande tendance des forces souverainistes à ignorer l’opinion des femmes. Afin de rejoindre les femmes là où elles se trouvent, les Partenaires organisent l’Opération porte-voix, une tournée en autobus nolisé qui mène une cinquantaine de femmes aux quatre coins du Québec. Y participent des femmes de différents milieux socioéconomiques et professionnels, dont l’infirmière et militante communautaire Lorraine Guay, l’ancienne ministre Monique Vézina et l’actrice Louisette Dussault. La tournée prend fin à Montréal le 17 septembre 1995. Pour l’occasion, Hélène Pedneault conçoit et met en scène un spectacle à grand déploiement intitulé SouveReines. Ce dernier rassemble quelques centaines de militants et de militantes au Club Soda de l’avenue du Parc,.
Outre ces diverses activités de mobilisation, les Partenaires pour la souveraineté produisent et distribuent du matériel promotionnel imprimé, dont des cartes postales et des autocollants, ainsi qu’une vidéocassette intitulée « Parole de Québécois-e ». Pendant deux semaines du mois de septembre, en parallèle avec l’Opération porte-voix, les Partenaires pour la souveraineté organisent un blitz radiophonique. Pour l’occasion, 70 stations de radio diffusent quotidiennement un message publicitaire de 30 secondes lu par la comédienne Johanne Fontaine et ponctué d’extraits de la chanson Comme un million de gens, de l’artiste populaire Claude Dubois.
Malgré leur courte existence, les Partenaires pour la souveraineté constituent la plus grande coalition souverainiste de l'histoire du Québec. Dans les mois qui précèdent le référendum québécois de 1995, ils parviennent à donner une voix aux acteurs de la société civile tout en maintenant une grande autonomie face au milieu politique. Ils mobilisent également des groupes qui n'avaient participé que marginalement à la campagne référendaire de 1980, dont les étudiants et les femmes.

### La campagne publicitaire du camp duOUI
La campagne d’affichage publicitaire du camp du OUI est originale, elle se démarque de la campagne corporative du camp du NON par son côté éclaté. La ligne directrice de la campagne est évidente : le changement. La souveraineté est présentée comme l’instrument du mouvement social. L’axe communicationnel fait appel aux émotions, tout en soulignant les enjeux sociaux auxquels font face les Québécois. Le slogan est de la campagne est : « OUI, et ça devient possible ». Les affiches sont jaunes, vertes et rouges, et arborent un globe terrestre (symbole d’ouverture vers le monde), la marguerite (symbole du mouvement hippie), un dollar canadien (signifiant un futur partenariat économique avec le Canada) et un homme au travail. La démocratie est un thème au cœur de la campagne du OUI puisqu’elle justifie leur démarche. L’importance que les Québécois puissent bâtir eux-mêmes leur futur collectif est une idée récurrente dans la campagne du Comité du OUI.
La campagne télévisée du camp du OUI comporte huit messages différents, évoqués par 40 interlocuteurs issus de diverses sphères de la société québécoise. L’objectif de cette stratégie publicitaire est de rejoindre un électorat varié et de se démarquer de la stratégie traditionnelle et corporative du camp du NON. D’abord, une partie de ces publicités parlent de la nécessité de faire du Québec une nation, tandis qu'une seconde partie de ces publicités sert à attaquer les politiciens canadiens et fédéralistes en misant sur leurs points faibles. Parmi les publicités positives, trois de ces messages s'adressent spécifiquement aux femmes, celles-ci composant alors le deux tiers des indécis sur la question nationale.
Bien que l’Internet est alors en pleine émergence, le camp du OUI intègre les outils du nouveau réseau dans sa stratégie publicitaire. Un site officiel est mis en ligne le 4 octobre 1995. Des informations d'ordre pratique sont mis à la disposition des usagers, notamment les coordonnées des comités nationaux et locaux du camp du OUI, des données électorales des 125 circonscriptions du Québec, et des documents officiels comme les textes de la question référendaire et du projet de loi sur l'avenir du Québec, des discours des trois chefs, des témoignages et des communiqués de presse.

### Le camp duNON

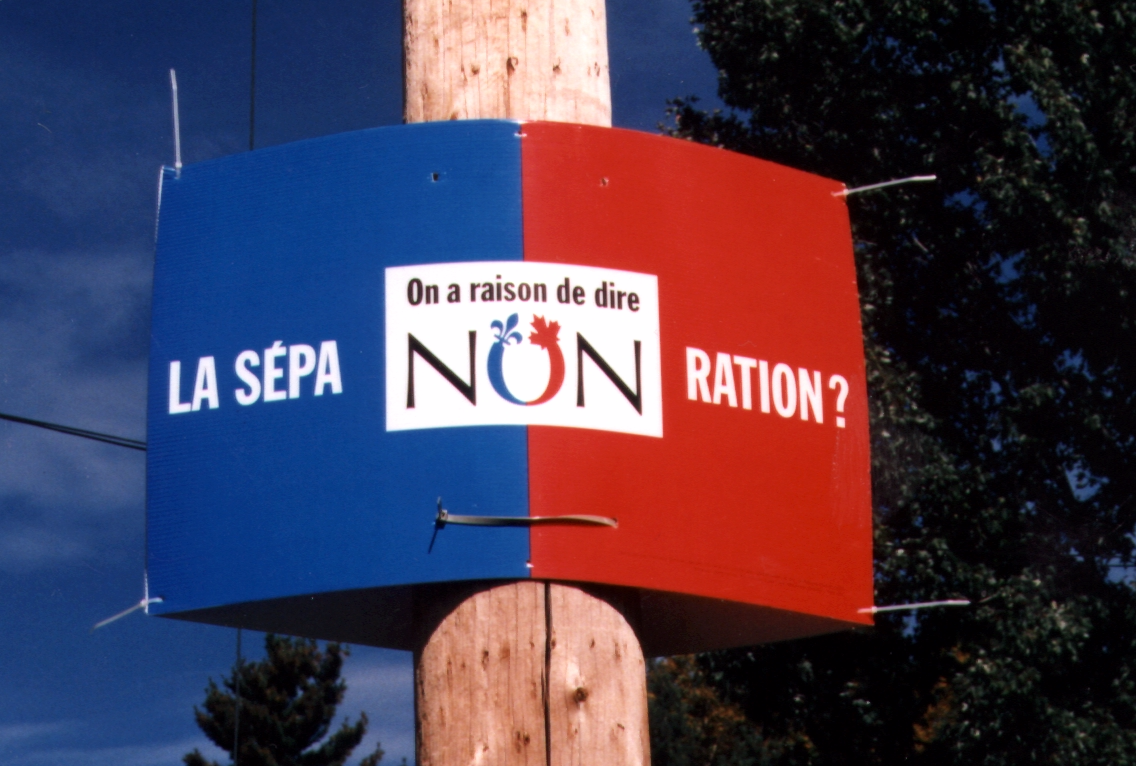
Affiche du camp du NON à Beauceville.

La campagne du NON est lancée le 26 septembre 1995 à La Pocatière, dans le Bas-St-Laurent. L'organisation de la campagne avait commencé dès janvier 1995, avec la formation du comité parapluie du NON par Michel Bélanger, ancien coprésident de la Commission Bélanger-Campeau.
Les principaux porte-paroles du camp du NON sont Daniel Johnson, le chef du Parti libéral du Québec, chef de l'Opposition à l'Assemblée nationale du Québec et chef du Comité pour le NON, Jean Charest, chef du Parti conservateur, et Jean Chrétien, Premier ministre du Canada.
La ligne directrice de la campagne référendaire du camp du NON est de critiquer le projet souverainiste en démontrant le caractère irréalisable d’un partenariat entre un Québec souverain et le Canada. Selon le camp fédéraliste, la souveraineté du Québec provoquerait une fuite des capitaux, une perte d'emplois massive, une baisse dramatique du pouvoir d'achat et une hausse dangereuse des taux d'intérêts. Ces arguments de nature essentiellement économique, délaissant les aspects culturels, expliquent en partie la forte présence de gens d'affaires parmi les porte-paroles du NON. Les principaux arguments de la plateforme du camp du NON sont : mettre l'accent sur le sentiment d’appartenance au Canada; les avantages économiques du Canada; la stabilité économique et politique offerte par l'appartenance au Canada; l'irréalisme et le risque lié à l’offre du camp du OUI, avec incertitude de la réaction du reste du Canada; les risques d’affaiblissement économique et politique du Québec; les risques de baisse du niveau de vie au Québec; les avantages du pouvoir décisionnel du Québec au sein du Canada; le potentiel d'un meilleur épanouissement de la société distincte québécoise au sein de la fédération canadienne.

### La campagne publicitaire du camp duNON
La campagne d’affichage publicitaire du camp du NON met l'accent sur la séparation. L’objectif de la campagne est de mettre de l’avant les risques de la souveraineté pour les Québécois. Il s’agit majoritairement d’arguments économiques. Cette stratégie est fructueuse, puisqu’on constate que cet argument saura motiver une tranche importante de l’électorat à pencher vers le NON. Le slogan est le suivant : « On a raison de dire NON ». Les affiches, arborant les couleurs du Québec et du Canada (le bleu et le rouge), frappent par l’inscription qu’elles présentent : le mot SÉPARATION coupé en son centre par un NON.
En juin 1995, le comité des Québécoises et Québécois pour le NON dirigé par le Parti libéral du Québec lance une campagne de publicité. La publicité critique le gouvernement Parizeau en l'accusant d'imposer aux Québécois une question à laquelle la réponse a déjà été donnée : « La question est toujours la même : voulez-vous que le Québec se sépare du Canada ? Et la réponse est toujours la même : NON à la séparation ».
La campagne télévisée du camp du NON comportait 5 messages différents ; ces publicités se voulaient traditionnelles et formelles. Celles-ci présentaient des chefs politiques faisant directement appel aux téléspectateurs. Or, à la suite de l’arrivée de Lucien Bouchard dans la campagne, les acteurs du camp fédéraliste changent de tactique; ils misent eux aussi sur le changement. L’objectif est de faire comprendre aux Québécois qu’ils pourront se développer comme société distincte, au sein d’un Canada uni. Une publicité symboliquement riche est alors diffusée à la télévision. Il s’agit de deux avironneurs – personnifiant le Québec et le Canada – se promenant sur un lac, ramant ensemble vers l’horizon.
Le camp du NON exploite également l’Internet avec l’utilisation d’un site web. La stratégie est toutefois différente de celle du Comité du OUI puisqu’elle utilise son site comme une plateforme communicationnelle. Le site vise à présenter les porte-paroles de la campagne et permet aux usagers de laisser des messages qui seront transmis au comité. Cette initiative visant à ajouter une dimension phatique à la campagne n’est toutefois pas fructueuse, considérant que le Parti libéral confirme n’avoir reçu que 500 envois.

### La couverture médiatique
Les canaux francophones offrent un temps d’antenne et une couverture similaire aux deux camps. Or, les canaux anglophones ont tendance à favoriser le camp du NON et l’unité nationale. Les thèses fédéralistes ont bénéficié d’une meilleure couverture médiatique puisqu’on note que les thèses souverainistes sont plus souvent critiquées dans les médias canadiens. De manière générale, on note effectivement une utilisation à connotation négative du mot « souveraineté » dans les médias, sauf dans le journal Le Devoir.
La partialité de Radio-Canada est remise en cause au cours de la campagne référendaire. Le financement de la société étatique dépend du gouvernement fédéral, ce qui ne la rend pas complètement indépendante et partiale face à celui-ci. Durant la période précédant le référendum, l’organisme public répond à des pressions et même des interventions directes du fédéral pour que ses messages s’alignent avec ceux du gouvernement fédéral. Selon le camp fédéraliste, la Société Radio-Canada a pour mandat de promouvoir l’unité nationale. Néanmoins, pour beaucoup, cette définition du mandat de la société étatique est considérée comme désuète, faisant part d’une utilisation propagandiste de la télévision d’État. En juin 1994, Jean Chrétien affirme que Radio-Canada a pour de devoir de « renseigner les gens sur les avantages que présente le Canada ». Plusieurs ont remis en question le pluralisme interne du média canadien.

### Militantisme autochtone
Des groupes autochtones du Québec se sont élevés contre le projet séparatiste lors de la campagne référendaire. Entre autres, dans la période précédant le référendum, les Cris ont relevé leur intention de rester à l’intérieur du Canada. En vertu du droit à l’autodétermination des peuples, ils refusent que leurs territoires soient concédés à un Québec souverain sans leur consentement. Les Cris ont affirmé leur intention à conserver leurs liens actuels avec le gouvernement du Canada dans une commission crie et dans le rapport The Voice of a Nation on Self-Determination.
Lors du débat référendaire, les porte-paroles maintiennent que le Québec conservera toutes ses frontières en cas de sécession. Lucien Bouchard et Jacques Parizeau refusent les allégations qui veulent que les Autochtones aient le même droit à l’autodétermination que les Québécois. Le gouvernement fédéral est resté quasi-muet quant à la question. Ron Irwin, le ministre fédéral des Affaires indiennes, s’est prononcé en octobre 1995 pendant une rencontre avec le chef des Premières Nations, exprimant le droit des autochtones du Québec à faire partie du Canada.
Les Premières Nations du Québec « étaient catégoriquement opposées à l'indépendance du Québec et […] tenaient mordicus à ce que leurs territoires continuent d'être rattachés au Canada ». Dans sa relation avec la nation crie, Jacques Parizeau se serait retrouvé « dans une partie de bras de fer dont l'issue et, notamment, l'impact sur l'opinion internationale étaient imprévisibles ».

### Groupes de mobilisation
Outre l’Église, qui est techniquement impartiale sur la question, le mouvement syndical demeure le groupe de mobilisation ayant offert l’aide la plus importante à la cause souverainiste. Le mouvement syndical a largement contribué à la prise de conscience de la possibilité indépendantiste pour le Québec, notamment à travers le démarchage et de la mobilisation sur les lieux de travail. En 1995, dès que la campagne référendaire est lancée, les trois centrales syndicales mettent tous les efforts pour que le Québec soit « une société de justice où s’épanouiront les droits et libertés ».

## Campagne référendaire
La campagne référendaire commence officiellement le 1er octobre 1995. Toutefois, quelques jours avant le début officiel de la campagne, différents intervenants des camps du OUI et du NON prennent la parole. Deux personnages du camp fédéraliste en particulier se font remarquer, à la suite de déclarations controversées.
Le premier est Claude Garcia, président des opérations canadiennes de la Standard Life et président du conseil d'administration de l'UQAM. Voulant à tout prix gagner et écarter toute possibilité d'un autre référendum, le 24 septembre, devant une assemblée de partisans fédéralistes, Garcia déclare qu'« il ne faut pas gagner le 30 octobre, mais il faut écraser ». Cette déclaration, accueillie avec enthousiaste par les militants, est cependant très mal accueillie par les têtes d'affiche fédéralistes Daniel Johnson, Liza Frulla et Jean Charest. Quelques jours plus tard, une vague de protestations s'organise pour dénoncer les propos de Garcia. Des étudiants ainsi que des professeurs de l'UQAM réclament sa démission. Le 17 octobre, le conseil d'administration de l'UQAM décide de suspendre Claude Garcia. En désaccord avec cette mesure, jugeant qu'il s'agissait d'« une mesure punitive » dirigée contre lui pour des raisons partisanes, Garcia remet finalement sa démission le 7 novembre.
Le deuxième intervenant fédéraliste est Laurent Beaudoin, président de la compagnie Bombardier. Le 23 septembre 1995, lors d'une réunion devant un millier de gens d'affaires à Québec, Laurent Beaudoin annonce qu'un Québec souverain entraînera des jours sombres pour l'industrie aéronautique. Cette déclaration s'ajoute à une révélation, faite quelques jours plus tard, que Laurent Beaudoin effectuait des pressions auprès des cadres de son entreprise afin qu'ils appuient personnellement et financièrement le NON. Bien que ces gestes sont cohérents avec l'attitude affichée par Laurent Beaudoin plus tôt en 1995, ils sont très mal reçues dans l'opinion publique - notamment parce qu'ils viennent du président de l'une des plus grandes entreprises du Québec.
Le 3 octobre, Laurent Beaudoin persiste et affirme qu'un Québec indépendant serait trop petit pour permettre à des entreprises de la taille de Bombardier de se développer, et que par conséquent, il serait obligé de déménager le siège de son entreprise si « l'indépendance pos[ait] trop de problèmes à son fonctionnement normal ». Laurent Beaudoin invite alors les gens d'affaires à se ranger dans le camp du NON. Jacques Parizeau accuse le président de Bombardier de mener une campagne de peur et de pratiquer une forme de « colonialisme de l'esprit ». Celui-ci finit par revenir sur ses paroles. Réaffirmant ses racines québécoises, Laurent Beaudoin déclare que Bombardier compte finalement rester au Québec advenant une victoire du OUI.
Au début de la campagne référendaire, le camp du OUI connaît des difficultés. L'option souverainiste plafonne à 45 % contre 55 % pour l'option fédéraliste. Cette difficulté force les troupes souverainistes à effectuer un changement de stratégie, une fois de plus. Le 7 octobre, dans un geste d'éclat, devant une foule de 1 500 partisans réunis à l'amphithéâtre de l'Université de Montréal, Jacques Parizeau présente le futur négociateur en chef pour un Québec souverain, Lucien Bouchard. L'arrivée de Lucien Bouchard à la tête de la campagne du OUI est accueillie avec beaucoup d'enthousiasme dans le camp souverainiste. Cet enthousiasme se traduit rapidement dans la population générale. En effet, le 12 octobre, un sondage indique une remontée de l'option souverainiste, mettant au coude-à-coude le NON à 50,5 % et le OUI à 49,5 %.
Face à cette remontée, le camp du NON revoit sa stratégie. Alors qu'en début de campagne, plusieurs ténors fédéralistes comme Jean Chrétien, Frank McKenna (premier ministre du Nouveau-Brunswick) et Mike Harris (premier ministre de l'Ontario) adoptent une attitude intransigeante, refusant d'emblée toute forme de négociation avec le Québec à la suite d'une victoire du OUI, d'autres comme la cheffe du NPD Alexa McDonough et le ministre fédéral des Finances Paul Martin, cherchent à rassurer les Québécois sur le fait « qu'un NON représentera vraiment l'évolution, pas le statu quo » dans l'ordre constitutionnel canadien. De son côté, Jean Chrétien maintient la ligne dure et profite d'une visite officielle du premier ministre chinois Li Peng au Québec, les 13 et 14 octobre, pour vanter les avantages économiques du Canada et de ses relations avec la Chine. Jugeant que le Québec est relégué au second rang dans un événement se tenant sur son propre territoire, Jacques Parizeau refuse d'assister à l'événement. Le changement de stratégie du camp du NON fait également passer à l'avant-scène le premier ministre du Canada, Jean Chrétien, ainsi que le chef des conservateurs fédéraux, Jean Charest.
Tentant d'effacer des signes de division chez les fédéralistes, Daniel Johnson dévoile le 22 octobre une entente conjointe dans laquelle lui et Jean Chrétien disent appuyer le principe de société distincte pour le Québec : « Nous affirmons sans équivoque que le Québec est une société distincte. Nous rappelons que nous avons tous deux appuyé l'inclusion de ce principe dans la Constitution canadienne à chaque fois que le Québec l'a demandé ». Or, lors d'un point de presse, Jean Chrétien répond qu'il refuse de promettre des changements constitutionnels, « quels qu'ils soient ». Malgré l'avance du OUI (à 50,2 % contre 49,8 % pour le NON), Jean Chrétien maintient la ligne dure et insiste pour que se poursuive la tenue des travaux à la Chambre des communes d'Ottawa.
« L'aveuglement volontaire qui a empêché la machine fédérale et ceux qui la dirigeaient d'explorer, en détail, les conséquences d'un Oui, et de se préparer en conséquence, a perduré jusqu'aux derniers jours de la campagne référendaire».

### Le rassemblement de la Place du Canada
Le 27 octobre, trois jours avant le vote, le comité du NON organise un grand rassemblement de citoyens à Montréal. Cette manifestation rassemble 150 000 Canadiens de toutes les provinces à la Place du Canada, pour ce que les organisateurs ont appelés un Unity Rally (« Rassemblement de l'unité »). Orchestrée par le ministre fédéral Brian Tobin, la manifestation attire également plusieurs politiciens fédéralistes dont le premier ministre de l'Ontario Mike Harris, le premier ministre du Nouveau-Brunswick, Frank McKenna, le premier ministre de la Nouvelle-Écosse, John Savage et la première ministre de l'Île-du-Prince-Édouard, Catherine Callbeck. À ceux-ci se joignent le chef conservateur Jean Charest, le premier ministre du Canada Jean Chrétien, et le chef du Parti libéral du Québec Daniel Johnson, dans le but de rallier les Québécois aux sentiments communs unissant les autres provinces canadiennes. Pour faire venir toutes ces personnes, les participants bénéficient d'importants rabais sur des billets d'avion offerts par Air Canada et Inter Canadien, et sur des billets de train offerts par VIA Rail. L'argent dépensé par le Comité pour le NON dans le cadre de cet événement fera l'objet d'une importante controverse par la suite, dans le cadre du scandale des commandites.
Les chroniqueurs politiques restent divisés sur les réelles conséquences de ce rassemblement : certains croient que des tenants du OUI ressortent ébranlés par cette manifestation de solidarité. D'autres croient plutôt que l'événement a été perçu par les Québécois comme une intrusion du reste du Canada dans une affaire qui ne concernait que les Québécois eux-mêmes.
Le rassemblement pro-Canada du 27 octobre 1995 à Montréal « a marqué la fin d'une époque à Ottawa, celle où la conception et la mise en œuvre de la politique Québec-Canada étaient, pour l'essentiel, la chasse gardée de politiciens et de stratèges de cette province ». « la grande frousse fédéraliste du 30 octobre [1995] a suscité une petite révolution culturelle à Ottawa […] Plutôt que de laisser aux seuls Québécois au sein de leur gouvernement le soin de veiller au grain après la courte victoire du Non, [les ministres fédéraux du reste du Canada] allaient s'assurer d'avoir voix au chapitre de l'après-référendum - au nom de leurs électeurs - et ils allaient chercher des réponses aux interrogations que leur avaient inspirées la tournure inquiétante de la campagne référendaire ».

## Les résultats

### Résultats détaillés
| Choix                     | Votes     | %     |
| ------------------------- | --------- | ----- |
| Pour                      | 2 308 360 | 49,42 |
| Contre                    | 2 362 648 | 50,58 |
|                           |           |       |
| Votes valides             | 4 671 008 | 98,18 |
| Votes blancs et invalides | 86 501    | 1,82  |
| Total                     | 4 757 509 | 100   |
| Abstention                | 329 500   | 6,48  |
| Inscrits/Participation    | 5 087 009 | 93,52 |

Acceptez-vous que le Québec devienne souverain, après avoir offert formellement au Canada un nouveau partenariat économique et politique, dans le cadre du projet de loi sur l'avenir du Québec et de l'entente signée le 12 juin 1995 ?
| Pour 2 308 360 (49,42 %) |  |  | Contre 2 362 648 (50,58 %) |
| ▲                        |  |  |                            |
| Majorité absolue         |  |  |                            |

### Analyse
Le scrutin se déroule le 30 octobre 1995. Le taux de participation est de 93,25 %, ce qui est un record au Québec. Avec 2 308 360 OUI et 2 362 648 NON, une différence de seulement 54 288 voix, le projet de souveraineté est rejeté par 50,58 % des votes.

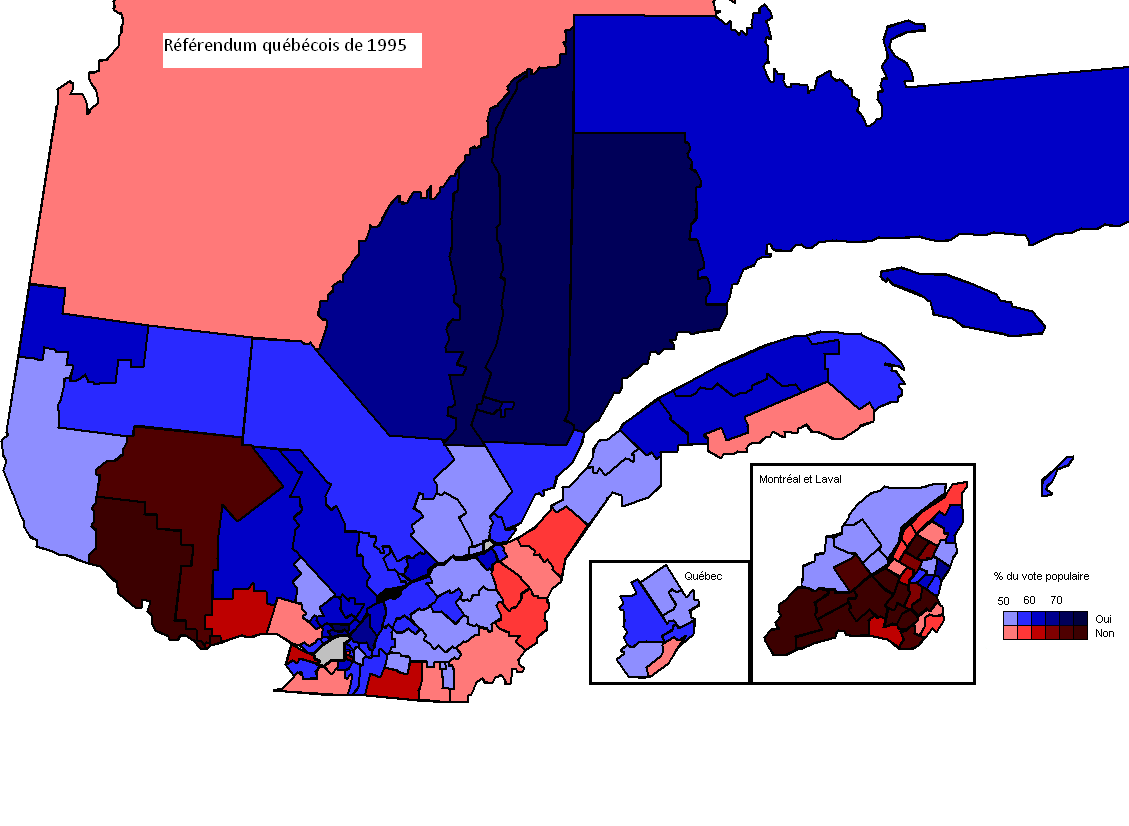
Carte du référendum de 1995 par circonscription électorale. Le rouge indique le vote pour le Non, le bleu indique le vote pour le Oui, les couleurs plus foncées indiquent les plus hauts pourcentages.

Pour la première fois, les Québécois francophones donnent un appui majoritaire au projet du mouvement souverainiste avec 60 % des votes enregistrés, toutes origines ethniques confondues. En 1980, l'appui n'était que de 40 %. Chez les allophones et encore plus les anglophones, l'appui au OUI est très faible ou nul, tout comme en 1980.
L'analyse des votes des autochtones du Québec montre que les Inuits et les Cris de la baie James s'opposent majoritairement au projet souverainiste : 95 % de NON ont été enregistrés dans les deux communautés. L'appui est plus élevé chez les membres des autres nations autochtones qui n'ont pas un territoire à cheval entre la frontière du Québec et de l'Ontario, par exemple les Innus et les Hurons-Wendat.

## Controverses au sujet du référendum
Peu de temps après le référendum, une controverse éclate au sujet du déroulement de la campagne et de la validité des résultats du scrutin. Durant le référendum, diverses irrégularités ont été signalées au Directeur général des élections du Québec (DGEQ), Pierre-F. Côté. Après le référendum, celui-ci lance une enquête pour tenter de faire la lumière sur ces questions.

### Bulletins de vote rejetés
Quelque 5 426 bulletins de vote sont déclarés nuls dans la circonscription de Chomedey, soit 11,6 % de tous les bulletins. Comparativement, la moyenne dans l'ensemble du Québec était de 1,8 %. On a même vu dans un des bureaux de scrutin seulement 130 bulletins déclarés valides et 152 annulés. Dans Marguerite-Bourgeoys, 5,5 % des votes ont été annulés et 3,6 % dans Laurier-Dorion. La publication de ces chiffres a fait scandale, surtout dans les médias anglophones.
Utilisant les moyens mis à sa disposition par la Loi électorale québécoise, Pierre-F. Côté a conduit une enquête et ordonné l'ouverture des boîtes de scrutin pour soumettre les bulletins à l'examen d'un juge, Alan B. Gold. À la suite de l'analyse, Pierre-F. Côté porta plainte contre 31 scrutateurs pour avoir rejeté de façon déraisonnable des bulletins de vote.
Le député libéral Thomas Mulcair ainsi que des universitaires de l'Université McGill ont prétendu que le décompte des votes avait été frauduleux dans tout le Québec le soir du référendum et ont reproché au DGEQ de n'avoir agi que contre quelques personnes.
Le 7 juin 1996, Pierre-F. Côté rend public le nom des personnes ou des entreprises qui ont reçu des constats d'infraction à la suite des enquêtes qu'il a menées relativement aux bulletins rejetés, à la "Marche pour l'unité" et au vote d'étudiants de l'université Bishop qui n'étaient pas domiciliés au Québec. Au total, 118 constats d'infraction ont été émis à l'encontre de 80 personnes et de 11 entreprises.
Le rapport du DGEQ conclut que plusieurs votes ont en effet été rejetés sans raison valable, mais que dans l'ensemble, les irrégularités étaient isolées. Vingt-huit scrutateurs et deux délégués officiels pour le Comité national pour le OUI ont été poursuivis par le DGEQ en 1996 pour des manœuvres électorales frauduleuses, mais ils ont été jugés non coupables par la Cour du Québec. Cette cour a conclu que malgré des agissements contraires à la loi, il n'y avait pas de preuve de l'intention frauduleuse.
Les éléments présentés à la Cour n'ont pas permis de conclure à une tentative systématique de niveau national de rejeter des votes, ni à un « complot national » mais plutôt à des initiatives locales. Le jugement a été maintenu en Cour supérieure et en Cour d'appel.
Parmi les informations rendues publiques par le DGEQ se trouve un tableau indiquant le nombre de votes rejetés durant les élections et les référendums au Québec depuis 1970. Le tableau suivant présente les données disponibles :
| Année du vote             | Bulletins rejetés | Parti nommant les scrutateurs |
| ------------------------- | ----------------- | ----------------------------- |
| Élection générale de 1998 | 1,13 %            | Parti québécois               |
| Référendum de 1995        | 1,82 %            | Parti québécois               |
| Élection générale de 1994 | 1,96 %            | Parti libéral du Québec       |
| Référendum de 1992        | 2,18 %            | Parti libéral du Québec       |
| Élection générale de 1989 | 2,63 %            | Parti libéral du Québec       |
| Élection générale de 1985 | 1,52 %            | Parti québécois               |
| Élection générale de 1981 | 1,06 %            | Parti québécois               |
| Référendum de 1980        | 1,74 %            | Parti québécois               |
| Élection générale de 1976 | 2,05 %            | Parti libéral du Québec       |
| Élection générale de 1973 | 1,81 %            | Parti libéral du Québec       |
| Élection générale de 1970 | 1,95 %            | Union nationale               |

Source : Directeur général des élections du Québec
En 2000, l'avocat d'Alliance Québec, Michael Bergman, intenta une poursuite contre le DGEQ pour avoir refusé de permettre au groupe de pression d'avoir accès à tous les bulletins de vote du référendum. Malgré les résultats de l'enquête du DGEQ et les jugements des cours québécoises, Alliance Québec est convaincu que des bulletins de vote valides ont été rejetés systématiquement par le gouvernement du Parti québécois afin de voler le référendum de 1995. Alliance Québec a affirmé vouloir mener sa cause jusqu'en Cour suprême.
En mai 2005, Richard Le Hir, qui était ministre délégué à la Restructuration jusqu'au référendum, écrit que pour neutraliser l’endoctrinement des néo-naturalisés par les partisans du NON, une réunion du caucus du PQ décide de contacter les syndicats « pour endiguer la mer de Non ».

### Implication du Conseil de la Souveraineté du Québec
Six mois avant la tenue du référendum (mai 1995), le conseil fut établi par l'ex-ministre péquiste Yves Duhaime et une autre militante souverainiste bien connue, Louise Laurin. Malgré le très petit nombre de membres, le gouvernement du Parti québécois lui donne 4 millions de dollars en août et octobre 1995. De plus ce groupe reçoit lui-même un autre million de dollars de la part d'autres sources.
Le conseil utilise cet argent pour publier des pages de publicité prosouverainiste. Ces dépenses n'étaient pas toutes couvertes par la loi référendaire, car elles furent toutes dépensées avant le début officiel de la campagne. Ce comité avait l'avantage de savoir à quelle date exacte la campagne allait débuter, ce qui n'était pas le cas pour les autres.

### Dépenses du Comité pour leNON
La Loi référendaire québécoise indique que toutes les dépenses doivent être autorisées et comptabilisées par les comités du OUI et du NON après le dépôt du décret enclenchant la campagne. En 1995, les comités du OUI et du NON avaient chacun un budget autorisé de 5 millions de dollars canadiens. Une dépense effectuée par toute personne ou tout groupe autre que les comités officiels est illégale après le décret. Toute personne enfreignant cette loi est passible d'une amende allant jusqu'à 30 000 $. Le non-paiement de l'amende peut mener à l'emprisonnement. La Loi référendaire québécoise a été adoptée par l'Assemblée nationale du Québec quelque trois ans avant le référendum de 1980. Cependant, les articles de cette loi qui s'appliquent aux dépenses faites hors de la province furent déclarés non constitutionnels par la Cour suprême du Canada en 1997.
Le rapport Grenier, mis en place par le DGEQ, a publié ses conclusions sur les dépassements des dépenses du comité du NON le 29 mai 2007. Ce rapport fait état d'un montant d'environ 539 000 $ dépensés illégalement durant la période référendaire. Quant aux dépenses possiblement illégales d'autres comités (Conseil de la souveraineté du Québec, etc.), des dépenses du gouvernement du Québec et du Canada, celles-ci dépassent prétendument son mandat initial.

#### Implication du Conseil de l'unité canadienne
Environ huit semaines avant le vote référendaire de 1995, une organisation de lobbyistes montréalais nommée Option Canada est établie. Le groupe se compose d'hommes d'affaires et d'organisateurs politiques issus de trois partis politiques fédéralistes, soit le Parti libéral du Canada, le Parti libéral du Québec et le Parti progressiste-conservateur du Canada.
Selon les registres gouvernementaux, le groupe est incorporé le 7 septembre 1995. Toujours selon les mêmes sources provenant du gouvernement fédéral et du gouvernement québécois, les fondateurs sont des membres actifs du Conseil de l'unité canadienne.
C'est Option Canada qui établit le Committee to Register Voters Outside Quebec afin d'aider des citoyens qui ont déjà habité le Québec à s'inscrire sur la liste électorale. Depuis 1989, une clause de la Loi électorale du Québec permet à d'ex-résidents du Québec de signaler leur intention de revenir au Québec prochainement et de voter par la poste avant leur retour. Le Comité, qui a opéré durant toute la campagne référendaire, a distribué des dépliants incluant le formulaire du DGEQ permettant de s'inscrire sur la liste d'électeurs. Les dépliants donnaient entre autres un numéro d'assistance sans frais qui était le même numéro que celui du Conseil de l'unité canadienne.
Après le référendum, le DGEQ, Pierre-F. Côté, a fait produire 20 poursuites au criminel concernant ces dépenses illégales et a ouvert une enquête sur Option Canada et ses agissements. À la suite d'un jugement de la Cour suprême du Canada intervenu le 17 octobre 1997, plusieurs articles de la Loi référendaire du Québec ont été jugés inconstitutionnels, ce qui a conduit à l'abandon des poursuites du DGEQ. Les informations qui avaient pu être recueillies avant cette date ont été en partie rendues publiques dans son rapport annuel.

#### Citoyenneté et Immigration Canada
Selon les chiffres officiels de Citoyenneté et Immigration Canada, le nombre d'attributions de la citoyenneté canadienne au Québec passe de 23 799 en 1993 à 43 855 en 1995, soit un taux d'augmentation de 87 % en deux ans. Pourtant, on retrouve des taux similaires pour toutes les provinces à forte immigration. Dans un mémoire déposé à l'ONU, Gilles Rhéaume fait remarquer cependant que 11 400 certificats furent attribués dans le seul mois d'octobre 1995, soit 25 % du total annuel. C'était la première fois que les résidents du Québec recevaient plus de certificats de citoyenneté que les résidents de l'Ontario. Le phénomène ne s'est pas reproduit depuis.
Questionné par un membre du Bloc québécois le 16 octobre 1995 au sujet des approbations accélérées des demandes d'immigration au Québec, le ministre Sergio Marchi a répondu que la même procédure existe lors de toutes les élections. La même chose s'est produite au Manitoba, au Nouveau-Brunswick et en Ontario. Pour l'élection ontarienne de juin 1995, l'acceptation des demandes d'immigration a fait un bond de 45 % par rapport à l'année précédente.
Pour l'année 1996, on observe une baisse de 39 % des attributions par rapport à l'année précédente. Ces faits ont amené plusieurs personnes du mouvement souverainiste à la conviction que le référendum de 1995 a en réalité été gagné par le OUI. En juin 2005, les membres du Parti québécois se sont donné un nouveau programme politique qui déclare que si le peuple québécois porte le parti au pouvoir, celui-ci modifiera la loi électorale de sorte qu'il devienne nécessaire de présenter une carte électorale avec photo afin de voter et également que le Québec invitera des représentants de l'Organisation des Nations unies à superviser le processus référendaire dans l'éventualité d'un troisième référendum sur la souveraineté.

### Liste électorale
En 1995, le nombre d'électeurs s'étant inscrits sur les listes électorales est de 5 087 009. À ce nombre s'ajoutent 14 789 électeurs hors Québec et 4 962 électeurs détenus. Il s'agit d'un record puisque jamais le nombre d'électeurs au Québec n'avait franchi le cap des 5 000 000. Les 4 757 509 qui sont allés voter représentaient un taux de participation de 93,5 %. Il y a eu 86 501 votes rejetés.
Plusieurs autres événements soulèvent de sérieuses questions du côté des partisans du Oui. En mars 1997, le Directeur général des élections du Québec constate qu'entre les personnes inscrites au fichier des électeurs au 30 octobre 1995 et celles inscrites au fichier des bénéficiaires de la Régie de l'assurance-maladie du Québec (RAMQ) à la même date, 338 104 électeurs n'ont pu être recoupés avec le fichier de la RAMQ.
Dans le camp des souverainistes, plusieurs protestations se font entendre. Pour Gilles Rhéaume, « certains agissements du Gouvernement du Canada et de ses alliés ont directement contribué à faire inscrire et voter des personnes dans des conditions irrégulières voire carrément illégales ». Dans la même veine, le site Vigile estime que sur 338 104 électeurs non recoupés, 56 000 noms ont été radiés, 106 000 ne peuvent être recoupées avec les données de la liste de la RAMQ et de ce nombre, 53 000 ne donnent jamais signe de vie,. Considérant selon la loi que le nombre d'électeurs devant être radiés de la liste électorale était deux fois plus élevé que l'écart qui a permis au NON de remporter le référendum, sur cette base, des péquistes affirment que « le OUI s'est fait voler le référendum ».
Malgré les récriminations des supporters du camp du Oui, le nombre d'électeurs recoupé de la liste électorale permanente pourrait s'expliquer, selon certaines thèses, avec les changements démographiques d'envergure dans la province québécoise après les événements tumultueux du référendum. De la période des 3 recensements pour la province voisine de l'Ontario entre les années de 1991 a 2006, la province a maintenu un taux de croissance stable a 6,5 %. Mais le Québec lui passe de 3,5 % de 1991 à 1996, mais de seulement 1,4 % pour la période critique visée de 1996 à 2001, et de retour à 4,3 % de 2001 à 2006La communauté anglophone à elle seule perd plus de 8 000 personnes par année entre 1996 et 2001. La période de 1996 à 2001 comporte le plus bas taux de croissance jamais enregistré sur une période de cinq ans, mais légèrement inférieur à celui de la période qui a suivi le référendum de 1980, une autre période d'exode important de la province.
Le Devoir au 19 septembre 1998 a également présenté l'un des cas de fraude référendaire au DGEQ. À la suite de l'enquête du DGEQ, 5 étudiants de l'Université Bishop's à Lennoxville sont condamnés par la Cour pour s'être inscrits illégalement lors du référendum de 1995.

## Considérations critiques
Près de vingt ans après le référendum, la journaliste Chantal Hébert et l'ex-député et ex-ministre fédéral Jean Lapierre ont jeté un nouvel éclairage sur cet événement. Ils ont constaté que pendant la campagne référendaire, « les relations dysfonctionnelles étaient la règle plutôt que l'exception aux plus hauts niveaux des camps du Oui et du Non ».
Premièrement, Lucien Bouchard, depuis qu'il avait été désigné négociateur en chef, semblait être la personne dominante du clan du Oui. Et pourtant, il n'était qu'un pion, « le pion le plus important dans le grand jeu de Parizeau, un pion qui risquait fort, par la suite, d'être confiné à un coin de l'échiquier. […] Son titre de négociateur en chef était une étiquette improvisée à des fins électoralistes ». De nombreuses informations n'avaient pas été communiquées à Lucien Bouchard. De plus, lui et Jacques Parizeau n'étaient pas sur la même longueur d'onde quant à la façon de mettre en œuvre une victoire du Oui ; les deux hommes se dirigeaient vers un affrontement. « On ne peut pas non plus exclure que les différends au sujet du sens à accorder à une faible majorité [en faveur du Oui] auraient provoqué l'implosion du camp du Oui ».
Deuxièmement, le Premier ministre fédéral (chef du Parti libéral du Canada) et le chef du Comité pour le Non (chef du Parti libéral du Québec) se parlaient peu. La ministre chargée de maintenir la communication entre le gouvernement fédéral et le Comité pour le Non était très peu informée, par l'un comme par l'autre. Le chef du Parti progressiste-conservateur fédéral et le Premier ministre fédéral se méfiaient l'un de l'autre, bien qu'ils luttassent pour la même cause.
Troisièmement, au soir de la campagne référendaire, advenant une victoire du Oui, les ministres fédéraux députés d'une circonscription fédérale située au Québec envisageaient une démarche de médiation et de conciliation. Tandis que les ministres fédéraux députés d'une circonscription fédérale située à l'extérieur du Québec envisageaient plutôt un divorce ou une séparation à l'essai. Encore que l'idée d'un Canada dépourvu de sa province de Québec fût inacceptable à une partie de la classe politique du Canada et l'aurait menée à entreprendre une lutte pour conserver cette province.
Par ailleurs, Chantal Hébert et Jean Lapierre ont estimé que « Après un Oui, le climat aurait été encore plus tendu qu'au cours des crises constitutionnelles du passé. Contrairement aux débats de Meech et de Charlottetown, la discussion aurait porté sur des enjeux relatifs au pain, au beurre et au portefeuille des électeurs plutôt que sur des concepts constitutionnels abstraits. On ne peut pas présumer que les leaders d'opinion canadiens - tous secteurs confondus - auraient été à la hauteur de la tâche de calmer les esprits. Le référendum fédéral sur l'Accord de Charlottetown [trois ans plus tôt] avait abondamment illustré les limites de l'autorité morale et du pouvoir de persuasion des élites canadiennes ».
Enfin, « Le code de silence que s'était imposé une grande partie de l'establishment canadien sur tout ce qui touchait à la sécession du Québec aidant, la plupart des électeurs n'auraient eu aucune raison d'être préparés aux questions qui se poseraient après un Oui. Beaucoup d'entre eux auraient été en colère non seulement contre les Québécois par qui les problématiques liées à l'indépendance arrivaient, mais aussi contre ceux qu'ils auraient tenus pour responsable de ce réveil brutal ».

## Conséquences

### À court terme
Si le Québec reste pour l'instant dans la fédération, la faiblesse de la victoire du NON impose, théoriquement, au gouvernement fédéral et aux autres provinces, de tenir compte de la volonté des Québécois francophones de se voir reconnaître une identité propre.
Le discours de défaite de Jacques Parizeau devant les partisans du OUI, le soir du vote, suscite encore aujourd'hui la controverse, car il met en cause le vote des allophones (immigrés non francophones), ainsi que les dépenses effectuées par le camp du NON : Après avoir mentionné que plus de 60% des Québécois francophones avaient votés oui au référendum, il déclare en s'adressant à la foule sous l'impulsion et l'humeur du moment quelque chose qui n'était pas prévu dans son discours : « C'est vrai qu'on a été battus ! Au fond, par quoi ? Par l'argent et des votes ethniques ». Il est fortement critiqué par les deux camps pour ce commentaire improvisé qui tend à dévaloriser certains électeurs pour leur origine ethnique.
Jacques Parizeau annonce son départ de la vie politique le lendemain du scrutin, à partir du salon rouge de l'Assemblée nationale. Dès le lendemain, les deux candidats pressentis à la succession, Bernard Landry et Pauline Marois, annoncent tous deux qu'ils ne seront pas candidats si Lucien Bouchard, le chef du Bloc québécois, accepte de devenir chef du Parti québécois. Bouchard annoncera sa décision de le faire quelques semaines plus tard. Jacques Parizeau quitte son poste de premier ministre du Québec en janvier 1996.
Le lendemain du résultat final, sur le marché des changes, le dollar canadien passe d'un cours de 0,7272 USD à un cours de 0,7518 USD.

### À moyen terme
Réélu en 1997, le gouvernement Chrétien dépose, en 1999, le projet de loi C-20, dite Loi sur la clarté référendaire, afin de donner des armes au gouvernement fédéral dans l'éventualité d'un autre référendum. Concrètement, le gouvernement de Jean Chrétien réclame une « majorité claire » en faveur de l'indépendance, signifiant qu'une victoire de 50 % + 1 de voix ne serait pas suffisante. « La loi sur la clarté était, en partie, conçue pour atténuer le sentiment d'impuissance et d'exclusion qu'avaient éprouvé l'électorat du reste du Canada et ses élites politiques devant la tournure de la campagne référendaire. C'était une réponse au désir collectif des autres Canadiens de ne plus être réduits au rang de simples spectateurs d'un débat dont ils étaient convaincus que l'issue - c'est-à-dire l'avenir de la fédération - les concernaient directement».
L'Assemblée nationale réplique avec le projet de loi 99, dite Loi sur l'exercice des droits fondamentaux et des prérogatives du peuple québécois et de l'État du Québec.
Une autre initiative du gouvernement fédéral par le Parti libéral de Jean Chrétien est de mettre en place un programme de visibilité du Canada au Québec, en participant financièrement à des événements comme des festivals, afin de contrebalancer l'influence souverainiste dans la province. Ce programme est éventuellement connu sous le nom de Programme des commandites. Des allégations de dépenses injustifiées de fonds publics conduisent, suivant un rapport indépendant soumis au gouvernement fédéral par Sheila Fraser, le vérificateur général du Canada, à une commission d'enquête sur le programme (dorénavant dans les mémoires sous le nom de Scandale des commandites), connue sous le nom du juge la présidant, la Commission Gomery, dont le rapport est publié début 2006. Le scandale des commandites aura déstabilisé fortement le gouvernement du Parti libéral, gouvernement majoritaire depuis 1993. Le Bloc québécois, parti souverainiste au niveau fédéral, remportera 54 sièges sur 75 au Québec, égalant ses meilleures performances lors du regain souverainiste de 1993, mettant le gouvernement libéral du nouveau premier ministre Paul Martin en situation de minorité parlementaire. De plus, le scandale d'Option Canada et la montée des conservateurs au Québec contribueront à la chute du Parti libéral comme gouvernement aux mains des conservateurs de Stephen Harper.